# أدولف ملك ألمانيا
أدولف (نحو 1255- 2 يوليو 1298)، كونت ناساو نحو عام 1276، وانتخب ملكًا للرومان (ملك ألمانيا) نحو عام 1292 إلى أن نحاه الأمير الناخب في عام 1298. لم يتوجه البابا، الأمر الذي كان سيضمن له حصوله على لقب الإمبراطور الروماني المقدس. كان أول حاكم للإمبراطورية الرومانية المقدسة يتمتع بصحة جيدة جسديًا وعقليًا يُخلع دون حرمان كنسي. توفي أدولف بعد ذلك بوقت قصير في معركة غولهايم ضد خليفته ألبرت من هابسبورغ (ألبرت الأول ملك ألمانيا لاحقًا).

## عائلته
ولد أدولف نحو عام 1255، وكان ابن فالرام الثاني، كونت ناساو وأدلهايد من كاتزينيلنبوغن، كما كان شقيق ديثر من ناساو، الذي عُين رئيس أساقفة ترير عام 1300، وقد كان أدولف أيضًا الكونت الحاكم لدولة ألمانية صغيرة.
تزوج أدولف عام 1270 من إماجينا من إيزنبرج ليمبورج (توفيت بعد عام 1313) وأنجبا ثمانية أطفال؛ تزوجت شقيقة إماجينا أغنيس من إيزنبرج ليمبورج من هنري (هاينرش) من فيستيربرغ، شقيق سيغفريد الثاني من فيستيربرغ، رئيس أساقفة كولونيا.

## فترة حكمه
لم يكن لأدولف أي نفوذ ولا قوة في بداية عهده، وانتُخب ملكًا لألمانيا بسبب تفضيل الناخبين لملك ضعيف، إذ كانت سلطته محدودة في البداية بسبب الالتزامات التي قطعها.
التزم أدولف باتفاقه مع رئيس أساقفة كولونيا، واستمر في حكمه لمدة أربعة أشهر بعد انتخابه. كان رئيس الأساقفة ينتظر من الملك مراجعة نتائج معركة فورينغن في عام 1288، إذ كان يأمل في كسب نفوذ أكبر مرة أخرى في مدينة كولونيا. سرعان ما تملص أدولف من ناخبيه وأبرم اتفاقيات مع خصومهم، على الرغم من الأهداف المحددة الموضوعة مسبقًا. على سبيل المثال، أكد على حقوق النبلاء وعزز سلطة مدينة كولونيا، التي انقلبت على حاكمها، بل وزاد من هذه الحقوق.
كما حنث أدولف بالوعود المتعلقة بدوقيتي النمسا وستيريا بسرعة كبيرة. تجنب ألبرت من هابسبورغ الدبلوماسي الذكي المواجهة مع الملك الجديد، فتلقى رسميًا في نوفمبر 1292 أراضٍ في النمسا، وشتايرمارك، وفينديك مارش، وسيادة بوردينوني، في مقابل استسلامه للإمبراطورية الملكية، التي كانت ماتزال في حوزته آنذاك. كان التوقف عن استعمال الشارات والآثار المرموقة للإمبراطورية علامةً إضافيةً وهامةً على شرعية حكم الملك، ولكنها لم تكن شرطًا إلزاميًا. ابتعد أدولف قليلًا عن وعوده مع كل وثيقة جديدة يوقعها، دون الاضطرار إلى تعريض نفسه لاتهامات نكث عهود الحكم.
برزت ثقة أدولف بحكمه بطرق أخرى أيضًا؛ كانت مقصدًا لكل من طلب الحماية من اللوردات الإقليميين الناشئين الأقوياء، وكانت المحاكمات تستمر لعدة أيام. جدد أدولف أيضًا السلام العام (سلام الأرض) لرودولف الأول لمدة عشر سنوات أخرى منذ بداية عهده، وأدى إلى تحقيق سلامين إقليميين على الأقل.
استخدم أدولف النظام الإقطاعي كأحد أدواته الرئيسية في السلطة، وطالب الأمراء الشرعيين بدفع مبالغ مالية تحت مسمى ضريبة البضائع الإقطاعية، لمنحهم حقوق ملكية للأراضي، ما أدى إلى زيادة نفورهم منه. اعتبر العديد من معاصري أدولف أن هذا العمل سيموني. ومع ذلك، فإن العديد من مؤرخي اليوم ينظرون إليه على أنه طريقة مبتكرة لفتح مصادر دخل جديدة للدولة، كما فعل ملوك أوروبا الغربية الآخرون.
كان استعادة الممتلكات الإمبراطورية وإدارتها أمرًا مهمًا بالنسبة له أيضًا، إذ نجح في إعادة الممتلكات الإمبراطورية السابقة إلى سيطرة الإمبراطور، من خلال سياسة الزواج الذكية.